# Kassahámor
Koordináták: é. sz. 48° 49′ 43″, k. h. 21° 04′ 48″48.828611°N 21.080000°E
Kassahámor (szlovákul: Košické Hámre) egykori község Szlovákiában, a Kassai kerület Kassa-vidéki járásában. Területe ma Kassabélához tartozik.
Megszűnésére az 1960-as évek végén, a Hernád folyón épült Óruzsini-víztározó megépítése miatt került sor, mivel beépített területe elárasztásra került.

## Fekvése
Kassától északnyugatra, a Hernád partján, az egykori Abaúj-Torna vármegye északnyugati sarkában feküdt, Sáros és Szepes vármegyék határán.

## Története
A 18. század végén Vályi András így ír róla: „HÁMOR. vagy Hammer. Elegyes falu Abaúj Várm. földes Ura Kassa Városa, és G. Csáky Uraság, lakosai katolikusok, fekszik Szepes Vármegyének határa szélén, Belárdnak filiája, minthogy itt Kassa Városa sok vasat készíttete, onnan vette a’ helység is a’ maga nevezetét. lakosai tótok, erőss, és izmos emberek, sovány a’ termő földgyök, fával való kereskedésből élnek.”
Fényes Elek 1851-ben kiadott geográfiai szótárában így ír a faluról: „Hámor, tót falu, Abauj vármegyében, Szepes vmegye szélén. Egy patak két felé választván; nagyobb része 586 kath., 5 evang. lak. Abaujhoz tartozik, sokkal kisebb része pedig Szepeshez. Van itt vasbánya és vashámor, gyönyörü fenyves erdő. F. u. a Kassa városa, melly ut. postája.”
Borovszky Samu monográfiasorozatának Abaúj-Torna vármegyét tárgyaló része szerint: „Bélától Hámort pillantjuk meg, mely a vármegye legészakibb pontján, éppen Szepes és Abauj-Torna vármegye határvonalán fekszik. 112 háza és 654 lakosa van, akik, mint magyar neveik bizonyitják, nagyobbrészt eltótosodott magyarok. Itt van Jakobs Ottokár nagyszabásu vasgyára és hámora, melyet a jelenlegi tulajdonos nagybátyja alapított 1852-ben. A gyár 19 épületből áll, 260 munkással; 12 lóerőre berendezett vizművel dolgozik. Évenkint körülbelül 22,000 mmázsa nyersvasat, vasöntvényt, vascsövet, mérlegsúlyokat, géprészeket, ekevasakat, takaréktüzhelyeket készít. Gyártmányait részben Galicziába és Szerbiába szállitja. A tulajdonos a megye határáig kavicsozott utat készíttetett, a Hernádon át hidat veretett, összekötvén ekképen a falut és gyártelepét a kassa-oderbergi vasuttal. Kassa-Hámor határán három vármegye szögellik össze, t. i. Abauj-Torna, Szepes- és Sárosvármegye. Vasúti megállóhely, posta- és táviróállomás.”
A trianoni diktátumig Abaúj-Torna vármegye Kassai járásához tartozott.
Kassahámor területe 1967-ben lett Kassabéla része.

## Népessége
1910-ben 616-an lakták, ebből 27 magyar, 526 szlovák, 31 német.
1930-ban pedig 519 lakosából 2 magyar, 505 szlovák, 6 német volt.

## Lásd még
- Kassabéla